# Ted Karras
Ted Karras (Chicago, Illinois, 15 de marzo de 1993) es un jugador profesional estadounidense de fútbol americano que se desempeña en la posición de center en Cincinnati Bengals, equipo de la National Football League (NFL).

## Carrera
Fue seleccionado en la sexta ronda en la Reunión Anual de Selección de Jugadores de la NFL de 2016. Hizo su debut profesional con el equipo New England Patriots, en el cual jugó cuatro temporadas (2016-2020), después pasó a Miami Dolphins (2020-2021), luego regresó a New England Patriots (2021-2022), posteriormente pasó a Cincinnati Bengals, donde lleva jugando tres temporadas.